# Steve Novak
Steven Michael Novak (Libertyville, Illinois, 13 de junio de 1983) es un exjugador de baloncesto estadounidense que disputó 11 temporadas en la NBA. Con 2,08 metros de altura, jugaba en la posición de alero. Desde 2017 es analista deportivo de los Milwaukee Bucks para la Fox Sports Wisconsin.

## Carrera

### High School
Novak acudió al Brown Deer High School en Brown Deer, Wisconsin, que fue donde se crio y creció, pese a nacer en Libertyville. En el instituto fue entrenado por su padre, y como júnior, promedió 22,2 puntos, 12 rebotes y 3,4 tapones. En su año sénior decrecieron algo sus números con 20,6 puntos, 10,4 rebotes y 5 asistencias pero llevó al equipo a un récord 21-5. En 2002, Novak fue nombrado Jugador del Año High School en Wisconsin. Su número 20 fue retirado en el instituto.

### Universidad
Steve pasó 4 temporadas en la NCAA con la Universidad de Marquette. Debutó en la temporada 2002-03 con 6.7 puntos y un 50.5% en triples. Llegó con Marquette a la Final Four de la mano de la estrella Dwyane Wade y Travis Diener, pero cayeron ante Kansas. Fue elegido en el Mejor Quinteto freshman de la Conference USA, además de mejor sexto hombre de la conferencia. Como sophomore mejoró sus números, especialmente, ante la marcha de Wade a la NBA. Promedió 12.1 puntos y 4.6 rebotes. Destacó su 91.2% desde la línea de tiros libres.
En el verano de 2004 participó en el equipo All-Star NIT que fue de gira a China. Durante la 2004-05 mejoró sensiblemente en anotación, con 13.3 puntos. Ya como sénior, en su última temporada, Novak cuajó su mejor año en la universidad, liderando el equipo en puntos con 17.5 y un sensacional 97.4% en tiros libres, además de 5.9 rebotes. Fue incluido en el Mejor Quinteto de la Big East y fue campeón del concurso de triples de la NCAA.
Entre sus récords con Marquette están los triples anotados (354) y los tiros libres anotados consecutivamente (68).

### NBA
Novak fue elegido por Houston Rockets en el puesto 32 de 2.ª ronda del draft de 2006. En la liga de verano de Las Vegas promedió 16 puntos (con un 42.9 % en triples) y 4.4 rebotes. Sin embargo, durante la temporada 2006-07 apenas contó con oportunidades. Acabó su año rookie con 1,5 puntos y 0,7 rebotes en 5,5 minutos de media.
El 6 de agosto de 2008 fue traspasado a Los Angeles Clippers. 
El 22 de septiembre de 2010 ficha como agente libre por Dallas Mavericks. El 5 de enero de 2011, es cortado por los Mavs. El 4 de febrero es adquirido por los Reno Bighorns de la NBA Development League, pero tres días más tarde firma un contrato de 10 días con San Antonio Spurs. Renueva por otros 10 días el 22 de febrero, y firma hasta final de temporada el 4 de marzo. Luego fue cortado al inicio de la siguiente temporada.
El 21 de diciembre de 2011 los New York Knicks hacen oficial lo que adelantó el propio Novak en su cuenta de Twitter: "Próxima parada... NY", aunque minutos más tarde lo borró. Una vez que pasó el plazo para poder salir de la lista de "waivers" y así poder fichar por los New York Knicks. Será con los Knicks donde Novak desempeñará su mejor juego, alcanzará sus mejores registros en minutos, rebotes y anotación. Logrará su máxima anotación personal el 17 de abril frente a los Boston Celtics con 25 puntos, 24 de ellos desde la línea de 3. Con Jeremy Lin como base, será una pieza clave para que los Knicks entren en los Playoffs aunque caerán frente a los Miami Heat por 4-1 en primera ronda. En el verano de 2012 firmará una renovación de 15 millones de dólares repartidos en 4 años.
En julio de 2013 es traspasado, junto a Marcus Camby, Quentin Richardson a Toronto Raptors, a cambio de Andrea Bargnani.
El 19 de febrero de 2015 es traspasado a Oklahoma City Thunder en un acuerdo a tres bandas, en el cual además recalaron en el equipo Enes Kanter, DJ Augustin y Kyle Singler, los Utah Jazz se hicieron con  Kendrick Perkins, Grant Jerrett, los derechos de Tibor Pleiß y dos futuras rondas del draft, y los Detroit Pistons recibieron a Reggie Jackson.
Un año más tarde, el 18 de febrero de 2016, Novak fue traspasado junto a D. J. Augustin, a los Denver Nuggets a cambio de Randy Foye. Pero fue cortado al día siguiente por los Nuggets.
Tres días después, el 22 de febrero de 2016, firmó un contrato con los Milwaukee Bucks. Disputó 3 encuentros con los Bucks antes de lesionarse la rodilla, el 27 de febrero, frente a los Detroit Pistons, lo que le mantuvo fuera hasta el final de la temporada.
El 29 de agosto de 2016, Novak extendió su contrato por una temporada más con los Bucks. El 2 de febrero de 2017, tras 8 partidos disputados durante la temporada, fue finalmente cortado.

## Estadísticas de su carrera en la NBA
|  | Líder de la liga |

### Temporada regular
| Año     | Equipo        | PJ  | PT | MPP  | %TC  | %3P  | %TL   | RPP | APP | ROB | TPP | PPP |
| ------- | ------------- | --- | -- | ---- | ---- | ---- | ----- | --- | --- | --- | --- | --- |
| 2006-07 | Houston       | 35  | 1  | 5.5  | .360 | .333 | 1.000 | .7  | .2  | .1  | .0  | 1.5 |
| 2007-08 | Houston       | 35  | 0  | 7.5  | .480 | .479 | .750  | 1.0 | .2  | .1  | .1  | 3.9 |
| 2008-09 | L.A. Clippers | 71  | 3  | 16.4 | .444 | .416 | .913  | 1.8 | .6  | .3  | .1  | 6.9 |
| 2009-10 | L.A. Clippers | 54  | 0  | 6.7  | .389 | .310 | .778  | .6  | .1  | .1  | .0  | 2.1 |
| 2010-11 | Dallas        | 7   | 0  | 2.6  | .500 | .750 | .000  | .7  | .0  | .0  | .0  | 1.6 |
| 2010-11 | San Antonio   | 23  | 0  | 8.6  | .525 | .548 | 1.000 | 1.0 | .1  | .0  | .2  | 4.0 |
| 2011-12 | New York      | 54  | 0  | 18.9 | .478 | .472 | .846  | 1.9 | .2  | .3  | .2  | 8.8 |
| 2012-13 | New York      | 81  | 1  | 20.3 | .414 | .425 | .909  | 1.9 | .4  | .3  | .1  | 6.6 |
| 2013-14 | Toronto       | 54  | 1  | 10.0 | .411 | .426 | 1.000 | 1.1 | .2  | .2  | .1  | 3.3 |
| 2014-15 | Utah          | 22  | 0  | 5.0  | .457 | .485 | .000  | .7  | .3  | .0  | .0  | 2.2 |
| 2014-15 | Oklahoma City | 13  | 0  | 6.8  | .286 | .200 | .000  | .5  | .4  | .0  | .1  | 1.2 |
| 2015-16 | Oklahoma City | 7   | 0  | 3.4  | .500 | .556 | .000  | .6  | .0  | .0  | .0  | 2.4 |
| 2015-16 | Milwaukee     | 3   | 0  | 6.7  | .333 | .333 | 1.000 | .3  | .0  | .0  | .0  | 2.3 |
| 2016-17 | Milwaukee     | 8   | 0  | 2.8  | .286 | .167 | .000  | .4  | .0  | .0  | .0  | .6  |
| Total   | Total         | 467 | 6  | 12.1 | .437 | .430 | .877  | 1.3 | .3  | .2  | .1  | 4.7 |

### Playoffs
| Año   | Equipo      | PJ | PT | MPP  | %TC  | %3P  | %TL  | RPP | APP | ROB | TPP | PPP |
| ----- | ----------- | -- | -- | ---- | ---- | ---- | ---- | --- | --- | --- | --- | --- |
| 2008  | Houston     | 3  | 0  | 7.0  | .750 | .667 | .000 | .7  | .0  | .0  | .3  | 2.7 |
| 2011  | San Antonio | 1  | 0  | 6.0  | .000 | .000 | .000 | 1.0 | .0  | .0  | .0  | .0  |
| 2012  | New York    | 5  | 1  | 19.0 | .444 | .571 | .000 | 3.0 | .0  | .0  | .2  | 2.4 |
| 2013  | New York    | 9  | 0  | 5.6  | .538 | .444 | .000 | .4  | .0  | .1  | .0  | 2.0 |
| 2014  | Toronto     | 4  | 0  | 3.8  | .000 | .000 | .000 | 1.3 | .3  | .0  | .0  | .0  |
| Total | Total       | 22 | 1  | 8.5  | .483 | .455 | .000 | 1.2 | .0  | .0  | 0.1 | 1.7 |

## Logros y reconocimientos
- First-team All-Big East (2006)
- C-USA Sixth Man of the Year (2003)
- C-USA All-Freshman Team (2003)
- Fourth-team Parade All-American (2002)
- NCAA 3-Point Shootout Winner (2005–06)
- Número #20 retirado por su instituto, el Brown Deer High School en Wisconsin
- Conserva el récord de Marquette con más triples convertidos (354)
- Conserva el récord de Marquette con 68 tiros libres consecutivos (tercer mejor marca de la historia de la NCAA Division I)[17]
- 1 vez líder de la liga en porcentaje de triples en una temporada (2011-12)